# Robert Marignan
Pour les articles homonymes, voir Marignan.
Robert Marignan, né le 26 octobre 1910 à Parignargues et mort le 16 octobre 1985 à Montpellier, est un homme politique français.

## Biographie
Pharmacien de formation et de profession, il commence sa carrière politique au sortir de la seconde guerre mondiale. Ainsi, il est élu conseiller municipal de Châteaurenard en avril 1945 puis maire de la commune deux ans plus tard. Il est largement réélu en 1953.
En juin 1955, il devient sénateur des Bouches-du-Rhône et rejoint le groupe du Rassemblement des gauches républicaines. Au Palais du Luxembourg, il est membre de la commission des affaires économiques et de la commission de la famille. Il siégera à la chambre haute jusqu'au 26 avril 1959, date où il n'est pas réélu.
Candidat à la succession de Jacques Trouillet, décédé, il remporte le siège de conseiller général du canton de Châteaurenard lors de l'élection cantonale partielle de février 1965. Il le restera jusqu'en 1982.

## Détail des fonctions et des mandats
Mandat parlementaire
- 19 juin 1955 - 26 avril 1959 : sénateur des Bouches-du-Rhône

Mandats locaux
- à partir de 1947 : maire de Châteaurenard
- février 1965 - mars 1982 : conseiller général du canton de Châteaurenard